# میلان یانیچ
میلان یانیچ (سیریلیک صربی: Милан Јанић؛ ۱۴ ژوئن ۱۹۵۷ – ۱ ژانویهٔ ۲۰۰۳) قایقران کایاک صرب‌تبار اهل یوگسلاوی بود.